# Before I Self Destruct
Albums de 50 Cent
Curtis
(2007) 5 (Murder by Numbers)
(2012)
Singles
1. Ok, You're Right
Sortie : 19 mai 2009
2. Baby by Me
Sortie : 10 septembre 2009
3. Do You Think About Me
Sortie : 16 janvier 2010

Before I Self Destruct est le quatrième album studio de 50 Cent, sorti le 9 novembre 2009 en téléchargement et le 16 novembre 2009 sous forme physique.
La sortie de Before I Self Destruct était initialement prévue pour le début de l'année 2008, mais 50 Cent a décidé de sortir l'album en fin d'année pour ne pas être « en concurrence au niveau médiatique » avec Eminem et l'album Relapse sorti le 18 mai 2009.

## Pochette de l'album
La pochette montre 50 Cent avec un visage à moitié brûlé par une sorte de magma. Celle-ci met, comme à son habitude, le rappeur au premier plan.

## Chansons
50 Cent explique que la chanson Have a Baby By Me « est un morceau fait au feeling ». Polow Da Don a samplé le morceau I Get Money de 50 Cent et ce dernier a ensuite « écrit le reste, les couplets et le refrain assez rapidement ».

## Réception
L'album s'est classé 1er au Top R&B/Hip-Hop Albums et au Top Rap Albums, 2e au Top Digital Albums et 5e au Billboard 200 et a été certifié disque d'or par la Recording Industry Association of America (RIAA) le 21 janvier 2009, avec plus de 500 000 copies écoulées aux États-Unis. Plus d'un million d'exemplaires de l'album ont été vendus dans le monde.

## Liste des titres
| No  | Titre                                                     | Auteur                                                                                | Contient un (des) sample(s) de                   | Durée |
| --- | --------------------------------------------------------- | ------------------------------------------------------------------------------------- | ------------------------------------------------ | ----- |
| 1.  | The Invitation (Produit par Ty Fyffe et Manny Perez)      | Curtis Jackson, Tyrone Fyffe, Manuel Perez                                            |                                                  | 2:54  |
| 2.  | Then Days Went By (Produit par Lab Ox et Vikaden)         | Jackson, Darren Billy, Jr., Bill Withers                                              | Ain't No Sunshine de Michael Jackson             | 3:44  |
| 3.  | Death to My Enemies (Produit par Dr. Dre et Mark Batson)  | Jackson, Andre Young, Mark Batson, Trevor Lawrence, Jr., Dawaun Parker, Mike Elizondo |                                                  | 3:46  |
| 4.  | So Disrespectful (Produit par Tha Bizness)                | Jackson, Justin Henderson, Chris Whitacre                                             |                                                  | 3:39  |
| 5.  | Psycho (featuring Eminem – Produit par Eminem et Dr. Dre) | Jackson, Marshall Mathers, Young, Lawrence, Parker                                    |                                                  | 4:45  |
| 6.  | Hold Me Down (Produit par Team Ready et J Keys)           | Jackson, J. Groover, Y. Davis                                                         |                                                  | 3:19  |
| 7.  | Crime Wave (Produit par Team Demo)                        | Jackson, J. Fragala, D. Zacharias, W. Witherspoon, A. Bond                            | I Can't Believe You're Gone des Barrino Brothers | 3:44  |
| 8.  | Stretch (Produit par Rick Rock)                           | Jackson, Ricardo Thomas                                                               |                                                  | 4:07  |
| 9.  | Strong Enough (Produit par Nascent et QB da Problem)      | Jackson, C. Ruelas, Q. Hysaw, C. McMurray, G. Jones, P. Sawyer                        | If I Were Your Woman de Gladys Knight & the Pips | 3:02  |
| 10. | Get It Hot (Produit par Black Key)                        | Jackson, M. Davis                                                                     |                                                  | 2:59  |
| 11. | Gangsta's Delight (Produit par Havoc)                     | Jackson, Kejuan Muchita, B. Edwards, N. Rodgers                                       | Rapper's Delight du Sugarhill Gang               | 3:14  |
| 12. | I Got Swag (Produit par Dual Output)                      | Jackson, R. Frazier, W. Hutchinson, D. Jolicoeur, K. Mercer                           | A Love That's Worth Having de Willie Hutch       | 3:34  |
| 13. | Baby by Me (featuring Ne-Yo – Produit par Polow da Don)   | Jackson, Jamal Jones, Shaffer Smith                                                   |                                                  | 3:33  |
| 14. | Do You Think About Me (Produit par Rockwilder)            | Jackson, Dana Stinson, Governor Washington                                            |                                                  | 3:26  |
| 15. | Ok, You're Right (Produit par Dr. Dre et Mark Batson)     | Jackson, A. Young, M. Batson, T. Lawrence, D. Parker                                  |                                                  | 3:04  |

| 16. | Could've Been You (featuring R. Kelly – Produit par DJ Khalil) | C. Jackson, A. Young, R. Kelly, K. Rahman, C. Injeti | 4:20 |

| 17. | Flight 187 (Produit par Phoenix)      | C. Jackson                    | Lifetime Monologue de Lou Rawls | 4:23 |
| 18. | Baby by Me (Produit par Polow da Don) | C. Jackson, J. Jones, J. Dais |                                 | 3:33 |
| 19. | Man's World (Produit par Ky Miller)   | C. Jackson                    |                                 | 2:51 |